# Europees kampioenschap volleybal mannen 2021
Het Europees kampioenschap volleybal mannen 2021 is de 32e editie van het Europees kampioenschap volleybal mannen, georganiseerd door de Europese volleybalorganisatie CEV. Het toernooi wordt gespeeld van 1 tot 19 september 2021. Voor de tweede keer wordt de EuroVolley gehouden in vier landen: Polen, Tsjechië, Estland en Finland. Het aantal nationale teams dat aan het evenement zal deelnemen, blijft 24.
In Polen worden wedstrijden gespeeld in Gdańsk, Katowice en Krakau. In Finland worden wedstrijden gespeeld in Tampere. In Tsjechië worden wedstrijden gespeeld in Ostrava. In Estland worden wedstrijden gespeeld in Tallinn.

## Kwalificatie
| Wijze van kwalificatie | Gekwalificeerden | Wijze van kwalificatie | Wijze van kwalificatie | Gekwalificeerden |
| ---------------------- | ---------------- | ---------------------- | ---------------------- | ---------------- |
| Gastlanden             | Polen            | Kwalificatie           | Poule A                | Nederland        |
| Gastlanden             | Tsjechië         | Kwalificatie           | Poule B                | Bulgarije        |
| Gastlanden             | Estland          | Kwalificatie           | Poule C                | Turkije          |
| Gastlanden             | Finland          | Kwalificatie           | Poule D                | Letland          |
| EK 2019                | Servië           | Kwalificatie           | Poule E                | Slowakije        |
| EK 2019                | Slovenië         | Kwalificatie           | Poule F                | Montenegro       |
| EK 2019                | Frankrijk        | Kwalificatie           | Poule G                | Portugal         |
| EK 2019                | Rusland          | Kwalificatie           | Beste nummers twee     | Noord-Macedonië  |
| EK 2019                | Italië           | Kwalificatie           | Beste nummers twee     | Spanje           |
| EK 2019                | Oekraïne         | Kwalificatie           | Beste nummers twee     | Griekenland      |
| EK 2019                | Duitsland        | Kwalificatie           | Beste nummers twee     | Kroatië          |
| EK 2019                | België           | Kwalificatie           | Beste nummers twee     | Wit-Rusland      |
| Totaal 24              |                  |                        |                        |                  |

## Poulesamenstelling
De loting wordt gecombineerd met een plaatsing van nationale federaties en wordt als volgt uitgevoerd:
1. De 4 gastlanden zijn geplaatst in voorlopige poules. Polen in poule A, Tsjechië in poule B, Finland in poule C en Estland in poule D.
2. De eerste en tweede beste van de vorige editie van de CEV-competitie worden geloot in verschillende voorlopige poules,
3. Volgens de ranglijst van de CEV nationale team lijst worden nationale federaties ingedeeld in aflopende volgorde in een aantal cups dat gelijk is aan het aantal voorlopige poules.

| Pot 1                               | Pot 2                                | Pot 3                                    | Pot 4                                       |
| ----------------------------------- | ------------------------------------ | ---------------------------------------- | ------------------------------------------- |
| Servië Frankrijk Slovenië Nederland | Duitsland Bulgarije Turkije Oekraïne | Spanje Slowakije Griekenland Wit-Rusland | Portugal Montenegro Noord-Macedonië Kroatië |

Loting
De loting vond plaats op 27 mei 2021 in Helsinki, Finland .
| Poule A     | Poule B     | Poule C         | Poule D   |
| ----------- | ----------- | --------------- | --------- |
| Polen       | Tsjechië    | Finland         | Estland   |
| België      | Wit-Rusland | Noord-Macedonië | Kroatië   |
| Griekenland | Bulgarije   | Rusland         | Frankrijk |
| Portugal    | Italië      | Spanje          | Duitsland |
| Servië      | Montenegro  | Nederland       | Letland   |
| Oekraïne    | Slovenië    | Turkije         | Slowakije |

## Locaties
| Krakau (Poule A)                                                           | Krakau (Poule A)                                | Gdańsk (Ronde van 16, kwartfinales) | Gdańsk (Ronde van 16, kwartfinales) | Katowice (halve finales, finales) | Katowice (halve finales, finales) |
| -------------------------------------------------------------------------- | ----------------------------------------------- | ----------------------------------- | ----------------------------------- | --------------------------------- | --------------------------------- |
| Tauron Arena                                                               | Tauron Arena                                    | Ergo Arena                          | Ergo Arena                          | Spodek                            | Spodek                            |
| Capaciteit: 15.030                                                         | Capaciteit: 15.030                              | Capaciteit: 11.409                  | Capaciteit: 11.409                  | Capaciteit: 11.500                | Capaciteit: 11.500                |
| · Krakau Gdańsk Katowice Ostrava Tampere Tallinn Locaties voor het EK 2021 |                                                 |                                     |                                     |                                   |                                   |
| Ostrava (Poule B, Achtste finale, kwartfinales)                            | Ostrava (Poule B, Achtste finale, kwartfinales) | Tampere (Poule C)                   | Tampere (Poule C)                   | Tallinn (Poule D)                 | Tallinn (Poule D)                 |
| Ostravar Aréna                                                             | Ostravar Aréna                                  | Tampere Ice Stadium                 | Tampere Ice Stadium                 | Saku Suurhall                     | Saku Suurhall                     |
| Capaciteit: 10.000                                                         | Capaciteit: 10.000                              | Capaciteit: 7.300                   | Capaciteit: 7.300                   | Capaciteit: 7.200                 | Capaciteit: 7.200                 |

## Procedure voor het bepalen van de stand
1. Aantal gewonnen wedstrijden
2. Match punten
3. Set verhouding
4. Punten verhouding
5. Als de gelijke stand er nog steeds staat ook volgens de puntenverhouding tussen twee teams, zal de prioriteit worden gegeven aan het team dat de onderlinge wedstrijd heeft gewonnen. Wanneer de gelijkspel in puntenverhouding tussen drie of meer teams is, wordt een nieuwe classificatie van deze teams in de termen van punten 1, 2, 3 en 4 gemaakt, waarbij alleen de wedstrijden waarin zij tegenover elkaar stonden in de berekening worden meegenomen.

Wedstrijd met 3-0 of 3-1 gewonnen: 3 matchpunten voor de winnaar, 0 matchpunten voor de verliezer.
3-2 gewonnen wedstrijd: 2 matchpunten voor de winnaar, 1 matchpunt voor de verliezer

## Voorronde
- De vier beste teams in elke poule kwalificeren zich voor de laatste ronde.

|  | Gekwalificeerd voor de finaleronde |

### Poule A
|      |             | Wedstrijden | Wedstrijden | Ptn | Sets | Sets | Sets  | Punten | Punten | Punten |
| Rang | Team        | W           | V           | Ptn | W    | V    | Ratio | W      | V      | Ratio  |
| ---- | ----------- | ----------- | ----------- | --- | ---- | ---- | ----- | ------ | ------ | ------ |
| 1    | Polen       | 5           | 0           | 14  | 15   | 4    | 3,750 | 453    | 381    | 1,189  |
| 2    | Servië      | 4           | 1           | 12  | 14   | 7    | 2,000 | 491    | 432    | 1,137  |
| 3    | Oekraïne    | 3           | 2           | 7   | 9    | 11   | 0,818 | 446    | 446    | 1,000  |
| 4    | Portugal    | 2           | 3           | 6   | 10   | 12   | 0,833 | 459    | 502    | 0,914  |
| 5    | België      | 1           | 4           | 4   | 7    | 12   | 0,583 | 408    | 435    | 0,938  |
| 6    | Griekenland | 0           | 5           | 2   | 6    | 15   | 0,400 | 434    | 495    | 0,877  |

| Datum | Tijd          |             | Score |             | Set 1 | Set 2 | Set 3 | Set 4 | Set 5 | Totaal  | Verslag |
| ----- | ------------- | ----------- | ----- | ----------- | ----- | ----- | ----- | ----- | ----- | ------- | ------- |
| 2 sep | 14:30 (UTC+2) | Griekenland | 2–3   | Oekraïne    | 25–22 | 24–26 | 25–22 | 19–25 | 6–15  | 99–110  | Report  |
| 2 sep | 17:30 (UTC+2) | Polen       | 3–1   | Portugal    | 25–16 | 22–25 | 25–16 | 25–19 |       | 97–76   | Report  |
| 2 sep | 20:30 (UTC+2) | België      | 1–3   | Servië      | 13–25 | 18–25 | 25–21 | 20–25 |       | 76–96   | Report  |
| 3 sep | 17:30 (UTC+2) | België      | 2–3   | Portugal    | 23–25 | 22–25 | 25–20 | 25–18 | 13–15 | 108–103 | Report  |
| 3 sep | 20:30 (UTC+2) | Oekraïne    | 0–3   | Servië      | 25–27 | 24–26 | 21–25 |       |       | 70–78   | Report  |
| 4 sep | 17:30 (UTC+2) | België      | 3–0   | Griekenland | 25–16 | 25–22 | 25–22 |       |       | 75–60   | Report  |
| 4 sep | 20:30 (UTC+2) | Servië      | 2–3   | Polen       | 21–25 | 25–23 | 25–20 | 20–25 | 14–16 | 105–109 | Report  |
| 5 sep | 17:30 (UTC+2) | Portugal    | 2–3   | Oekraïne    | 18–25 | 23–25 | 25–21 | 26–24 | 11–15 | 103–110 | Report  |
| 5 sep | 20:30 (UTC+2) | Griekenland | 1–3   | Polen       | 15–25 | 22–25 | 25–20 | 24–26 |       | 86–96   | Report  |
| 6 sep | 17:30 (UTC+2) | Portugal    | 1–3   | Servië      | 15–25 | 21–25 | 25–22 | 17–25 |       | 78–97   | Report  |
| 6 sep | 20:30 (UTC+2) | Polen       | 3–0   | België      | 25–18 | 26–24 | 25–16 |       |       | 76–58   | Report  |
| 7 sep | 17:30 (UTC+2) | Servië      | 3–2   | Griekenland | 25–23 | 22–25 | 25–16 | 28–30 | 15–5  | 115–99  | Report  |
| 7 sep | 20:30 (UTC+2) | Oekraïne    | 3–1   | België      | 25–17 | 25–27 | 25–23 | 25–18 | 25–23 | 125–108 | Report  |
| 8 sep | 17:30 (UTC+2) | Polen       | 3–0   | Oekraïne    | 25–15 | 25–20 | 25–21 |       |       | 75–56   | Report  |
| 8 sep | 20:30 (UTC+2) | Griekenland | 1–3   | Portugal    | 22–25 | 26–24 | 20–25 | 22–25 |       | 90–99   | Report  |

### Poule B
|      |             | Wedstrijden | Wedstrijden | Ptn | Sets | Sets | Sets  | Punten | Punten | Punten |
| Rang | Team        | W           | V           | Ptn | W    | V    | Ratio | W      | V      | Ratio  |
| ---- | ----------- | ----------- | ----------- | --- | ---- | ---- | ----- | ------ | ------ | ------ |
| 1    | Italië      | 5           | 0           | 15  | 15   | 2    | 7,500 | 418    | 336    | 1,244  |
| 2    | Slovenië    | 3           | 2           | 9   | 10   | 6    | 1,667 | 379    | 329    | 1,152  |
| 3    | Bulgarije   | 3           | 2           | 8   | 10   | 9    | 1,111 | 415    | 405    | 1,025  |
| 4    | Tsjechië    | 2           | 3           | 8   | 11   | 10   | 1,100 | 438    | 446    | 0,982  |
| 5    | Wit-Rusland | 2           | 3           | 6   | 7    | 10   | 0,700 | 348    | 390    | 0,892  |
| 6    | Montenegro  | 0           | 5           | 0   | 0    | 15   | 0,000 | 291    | 383    | 0,760  |

| Datum | Tijd          |             | Score |             | Set 1 | Set 2 | Set 3 | Set 4 | Set 5 | Totaal | Verslag |
| ----- | ------------- | ----------- | ----- | ----------- | ----- | ----- | ----- | ----- | ----- | ------ | ------- |
| 3 sep | 14:15 (UTC+2) | Italië      | 3–0   | Wit-Rusland | 25–18 | 25–12 | 25–15 |       |       | 75–45  | Report  |
| 3 sep | 17:15 (UTC+2) | Montenegro  | 0–3   | Bulgarije   | 22–25 | 17–25 | 25–27 |       |       | 64–77  | Report  |
| 3 sep | 20:15 (UTC+2) | Tsjechië    | 3–1   | Slovenië    | 26–24 | 25–18 | 14–25 | 25–19 |       | 90–86  | Report  |
| 4 sep | 16:00 (UTC+2) | Montenegro  | 0–3   | Slovenië    | 17–25 | 16–25 | 16–25 |       |       | 49–75  | Report  |
| 4 sep | 19:00 (UTC+2) | Wit-Rusland | 3–1   | Tsjechië    | 25–20 | 19–25 | 25–21 | 25–19 |       | 94–85  | Report  |
| 5 sep | 16:00 (UTC+2) | Tsjechië    | 2–3   | Bulgarije   | 10–25 | 25–23 | 25–18 | 24–26 | 11–15 | 95–107 | Report  |
| 5 sep | 19:00 (UTC+2) | Italië      | 3–0   | Montenegro  | 25–17 | 25–20 | 26–24 |       |       | 76–61  | Report  |
| 6 sep | 15:45 (UTC+2) | Bulgarije   | 1–3   | Italië      | 19–25 | 18–25 | 25–17 | 12–25 |       | 74–92  | Report  |
| 6 sep | 19:00 (UTC+2) | Slovenië    | 3–0   | Wit-Rusland | 25–20 | 25–20 | 25–15 |       |       | 75–55  | Report  |
| 7 sep | 16:00 (UTC+2) | Slovenië    | 3–0   | Bulgarije   | 25–18 | 25–19 | 25–21 |       |       | 75–58  | Report  |
| 7 sep | 19:00 (UTC+2) | Montenegro  | 0–3   | Tsjechië    | 28–30 | 23–25 | 10–25 |       |       | 61–80  | Report  |
| 8 sep | 15:45 (UTC+2) | Italië      | 3–0   | Slovenië    | 27–25 | 25–20 | 25–23 |       |       | 77–68  | Report  |
| 8 sep | 19:00 (UTC+2) | Wit-Rusland | 3–0   | Montenegro  | 25–23 | 25–21 | 25–12 |       |       | 75–56  | Report  |
| 9 sep | 16:00 (UTC+2) | Bulgarije   | 3–1   | Wit-Rusland | 25–13 | 25–18 | 24–26 | 25–22 |       | 99–79  | Report  |
| 9 sep | 19:00 (UTC+2) | Tsjechië    | 1–3   | Italië      | 20–25 | 21–25 | 25–23 | 22–25 |       | 88–98  | Report  |

### Poule C
|      |                 | Wedstrijden | Wedstrijden | Ptn | Sets | Sets | Sets  | Punten | Punten | Punten |
| Rang | Team            | W           | V           | Ptn | W    | V    | Ratio | W      | V      | Ratio  |
| ---- | --------------- | ----------- | ----------- | --- | ---- | ---- | ----- | ------ | ------ | ------ |
| 1    | Nederland       | 4           | 1           | 13  | 14   | 5    | 2,800 | 447    | 425    | 1,052  |
| 2    | Rusland         | 4           | 1           | 11  | 13   | 7    | 1,857 | 464    | 396    | 1,172  |
| 3    | Turkije         | 3           | 2           | 10  | 12   | 8    | 1,500 | 476    | 445    | 1,070  |
| 4    | Finland         | 3           | 2           | 8   | 11   | 9    | 1,222 | 455    | 437    | 1,041  |
| 5    | Spanje          | 1           | 4           | 3   | 5    | 13   | 0,385 | 400    | 443    | 0,903  |
| 6    | Noord-Macedonië | 0           | 5           | 0   | 2    | 15   | 0,133 | 329    | 425    | 0,774  |

| Datum | Tijd          |                 | Score |                 | Set 1 | Set 2 | Set 3 | Set 4 | Set 5 | Totaal  | Verslag |
| ----- | ------------- | --------------- | ----- | --------------- | ----- | ----- | ----- | ----- | ----- | ------- | ------- |
| 1 sep | 19:00 (UTC+3) | Finland         | 3–1   | Noord-Macedonië | 25–20 | 25–15 | 24–26 | 25–22 |       | 99–83   | Report  |
| 2 sep | 17:00 (UTC+3) | Rusland         | 1–3   | Turkije         | 27–29 | 25–16 | 21–25 | 19–25 |       | 92–95   | Report  |
| 2 sep | 20:00 (UTC+3) | Nederland       | 3–0   | Spanje          | 25–23 | 26–24 | 25–22 |       |       | 76–69   | Report  |
| 3 sep | 17:00 (UTC+3) | Turkije         | 3–1   | Spanje          | 25–16 | 29–31 | 27–25 | 25–23 |       | 106–95  | Report  |
| 3 sep | 20:00 (UTC+3) | Nederland       | 3–0   | Noord-Macedonië | 25–20 | 25–18 | 25–22 |       |       | 75–60   | Report  |
| 4 sep | 14:00 (UTC+3) | Spanje          | 0–3   | Finland         | 19–25 | 20–25 | 18–25 |       |       | 57–75   | Report  |
| 4 sep | 17:30 (UTC+3) | Nederland       | 2–3   | Rusland         | 13–25 | 25–19 | 21–25 | 25–21 | 13–15 | 97–105  | Report  |
| 5 sep | 14:00 (UTC+3) | Noord-Macedonië | 0–3   | Turkije         | 22–25 | 12–25 | 15–25 |       |       | 49–75   | Report  |
| 5 sep | 17:30 (UTC+3) | Rusland         | 3–1   | Finland         | 22–25 | 25–15 | 25–23 | 25–17 |       | 97–80   | Report  |
| 6 sep | 17:00 (UTC+3) | Noord-Macedonië | 1–3   | Spanje          | 23–25 | 25–21 | 28–30 | 15–25 |       | 91–101  | Report  |
| 6 sep | 20:00 (UTC+3) | Turkije         | 1–3   | Nederland       | 25–22 | 25–27 | 25–27 | 23–25 |       | 98–101  | Report  |
| 7 sep | 17:00 (UTC+3) | Spanje          | 1–3   | Rusland         | 20–25 | 25–20 | 16–25 | 17–25 |       | 78–95   | Report  |
| 7 sep | 20:00 (UTC+3) | Finland         | 1–3   | Nederland       | 23–25 | 25–21 | 25–27 | 20–25 |       | 93–98   | Report  |
| 8 sep | 17:00 (UTC+3) | Rusland         | 3–0   | Noord-Macedonië | 25–15 | 25–13 | 25–18 |       |       | 75–46   | Report  |
| 8 sep | 20:00 (UTC+3) | Finland         | 3–2   | Turkije         | 25–17 | 16–25 | 27–29 | 25–18 | 15–13 | 108–102 | Report  |

### Poule D
|      |           | Wedstrijden | Wedstrijden | Ptn | Sets | Sets | Sets   | Punten | Punten | Punten |
| Rang | Team      | W           | V           | Ptn | W    | V    | Ratio  | W      | V      | Ratio  |
| ---- | --------- | ----------- | ----------- | --- | ---- | ---- | ------ | ------ | ------ | ------ |
| 1    | Frankrijk | 5           | 0           | 15  | 15   | 1    | 15,000 | 397    | 317    | 1,252  |
| 2    | Duitsland | 4           | 1           | 11  | 13   | 6    | 2,167  | 463    | 389    | 1,190  |
| 3    | Kroatië   | 3           | 2           | 7   | 9    | 11   | 0,818  | 443    | 461    | 0,961  |
| 4    | Letland   | 1           | 4           | 5   | 8    | 13   | 0,615  | 434    | 489    | 0,888  |
| 5    | Slowakije | 1           | 4           | 4   | 8    | 14   | 0,571  | 453    | 502    | 0,902  |
| 6    | Estland   | 1           | 4           | 3   | 6    | 14   | 0,429  | 414    | 446    | 0,928  |

| Datum | Tijd          |           | Score |           | Set 1 | Set 2 | Set 3 | Set 4 | Set 5 | Totaal  | Verslag |
| ----- | ------------- | --------- | ----- | --------- | ----- | ----- | ----- | ----- | ----- | ------- | ------- |
| 1 sep | 19:00 (UTC+3) | Estland   | 1–3   | Letland   | 23–25 | 22–25 | 25–16 | 21–25 |       | 91–91   | Report  |
| 3 sep | 17:00 (UTC+3) | Kroatië   | 0–3   | Duitsland | 20–25 | 13–25 | 19–25 |       |       | 52–75   | Report  |
| 3 sep | 20:00 (UTC+3) | Frankrijk | 3–0   | Slowakije | 25–22 | 25–20 | 25–19 |       |       | 75–61   | Report  |
| 4 sep | 16:00 (UTC+3) | Slowakije | 2–3   | Estland   | 27–25 | 25–22 | 18–25 | 14–25 | 13–15 | 97–112  | Report  |
| 4 sep | 19:00 (UTC+3) | Kroatië   | 3–2   | Letland   | 28–30 | 25–20 | 23–25 | 31–29 | 15–11 | 122–115 | Report  |
| 5 sep | 16:00 (UTC+3) | Estland   | 0–3   | Duitsland | 19–25 | 16–25 | 21–25 |       |       | 56–75   | Report  |
| 5 sep | 19:00 (UTC+3) | Frankrijk | 3–0   | Kroatië   | 25–15 | 25–16 | 26–24 |       |       | 76–55   | Report  |
| 6 sep | 17:00 (UTC+3) | Letland   | 2–3   | Slowakije | 18–25 | 25–23 | 25–13 | 19–25 | 7–15  | 94–101  | Report  |
| 6 sep | 20:00 (UTC+3) | Duitsland | 1–3   | Frankrijk | 29–31 | 25–15 | 22–25 | 22–25 |       | 98–96   | Report  |
| 7 sep | 17:00 (UTC+3) | Letland   | 1–3   | Duitsland | 22–25 | 19–25 | 27–25 | 17–25 |       | 85–100  | Report  |
| 7 sep | 20:00 (UTC+3) | Kroatië   | 3–2   | Estland   | 20–25 | 22–25 | 25–18 | 26–24 | 15–9  | 108–101 | Report  |
| 8 sep | 17:00 (UTC+3) | Slowakije | 1–3   | Kroatië   | 27–25 | 19–25 | 19–25 | 29–31 |       | 94–106  | Report  |
| 8 sep | 20:00 (UTC+3) | Frankrijk | 3–0   | Letland   | 25–18 | 25–14 | 25–17 |       |       | 75–49   | Report  |
| 9 sep | 17:00 (UTC+3) | Duitsland | 3–2   | Slowakije | 25–20 | 25–17 | 25–27 | 25–27 | 15–9  | 115–100 | Report  |
| 9 sep | 20:00 (UTC+3) | Estland   | 0–3   | Frankrijk | 18–25 | 17–25 | 19–25 |       |       | 54–75   | Report  |

## Finaleronde
|  | Laatste 16 | Laatste 16 |           |   | Kwartfinale   | Kwartfinale   |  |  | Halve finale | Halve finale |  |  | Finale | Finale |
|  |            |            |           |   |               |               |  |  |              |              |  |  |        |        |
|  |            |            |           |   |               |               |  |  |              |              |  |  |        |        |
|  |            |            |           |   |               |               |  |  |              |              |  |  |        |        |
|  | Polen      | 3          |           |   |               |               |  |  |              |              |  |  |        |        |
|  | Polen      | 3          |           |   |               |               |  |  |              |              |  |  |        |        |
|  | Finland    | 0          |           |   |               |               |  |  |              |              |  |  |        |        |
|  | Finland    | 0          | Polen     | 3 |               |               |  |  |              |              |  |  |        |        |
|  |            |            | Polen     | 3 |               |               |  |  |              |              |  |  |        |        |
|  |            | Rusland    | 0         |   |               |               |  |  |              |              |  |  |        |        |
|  | Rusland    | Rusland    | 0         | 3 |               |               |  |  |              |              |  |  |        |        |
|  | Rusland    |            |           | 3 |               |               |  |  |              |              |  |  |        |        |
|  | Oekraïne   | 1          |           |   |               |               |  |  |              |              |  |  |        |        |
|  | Oekraïne   | 1          | Polen     | 1 |               |               |  |  |              |              |  |  |        |        |
|  |            |            | Polen     | 1 |               |               |  |  |              |              |  |  |        |        |
|  |            | Slovenië   | 3         |   |               |               |  |  |              |              |  |  |        |        |
|  | Frankrijk  | Slovenië   | 3         | 0 |               |               |  |  |              |              |  |  |        |        |
|  | Frankrijk  |            |           | 0 |               |               |  |  |              |              |  |  |        |        |
|  | Tsjechië   | 3          |           |   |               |               |  |  |              |              |  |  |        |        |
|  | Tsjechië   | 3          | Tsjechië  | 0 |               |               |  |  |              |              |  |  |        |        |
|  |            |            | Tsjechië  | 0 |               |               |  |  |              |              |  |  |        |        |
|  |            | Slovenië   | 3         |   |               |               |  |  |              |              |  |  |        |        |
|  | Slovenië   | Slovenië   | 3         | 3 |               |               |  |  |              |              |  |  |        |        |
|  | Slovenië   |            |           | 3 |               |               |  |  |              |              |  |  |        |        |
|  | Kroatië    | 1          |           |   |               |               |  |  |              |              |  |  |        |        |
|  | Kroatië    | 1          | Slovenië  | 2 |               |               |  |  |              |              |  |  |        |        |
|  |            |            | Slovenië  | 2 |               |               |  |  |              |              |  |  |        |        |
|  |            | Italië     | 3         |   |               |               |  |  |              |              |  |  |        |        |
|  | Nederland  | Italië     | 3         | 3 |               |               |  |  |              |              |  |  |        |        |
|  | Nederland  |            |           | 3 |               |               |  |  |              |              |  |  |        |        |
|  | Portugal   | 2          |           |   |               |               |  |  |              |              |  |  |        |        |
|  | Portugal   | 2          | Nederland | 0 |               |               |  |  |              |              |  |  |        |        |
|  |            |            | Nederland | 0 |               |               |  |  |              |              |  |  |        |        |
|  |            | Servië     | 3         |   |               |               |  |  |              |              |  |  |        |        |
|  | Servië     | Servië     | 3         | 3 |               |               |  |  |              |              |  |  |        |        |
|  | Servië     |            |           | 3 |               |               |  |  |              |              |  |  |        |        |
|  | Turkije    | 2          |           |   |               |               |  |  |              |              |  |  |        |        |
|  | Turkije    | 2          | Servië    | 1 |               |               |  |  |              |              |  |  |        |        |
|  |            |            | Servië    | 1 |               |               |  |  |              |              |  |  |        |        |
|  |            | Italië     | 3         |   | Kleine finale | Kleine finale |  |  |              |              |  |  |        |        |
|  | Italië     | Italië     | 3         | 3 | Kleine finale | Kleine finale |  |  |              |              |  |  |        |        |
|  | Italië     |            |           | 3 |               |               |  |  |              |              |  |  |        |        |
|  | Letland    | 0          |           |   |               |               |  |  |              |              |  |  |        |        |
|  | Letland    | 0          | Italië    | 3 | Polen         | 3             |  |  |              |              |  |  |        |        |
|  |            |            | Italië    | 3 | Polen         | 3             |  |  |              |              |  |  |        |        |
|  |            | Duitsland  | 0         |   | Servië        | 0             |  |  |              |              |  |  |        |        |
|  | Duitsland  | Duitsland  | 0         | 3 | Servië        | 0             |  |  |              |              |  |  |        |        |
|  | Duitsland  |            |           | 3 |               |               |  |  |              |              |  |  |        |        |
|  | Bulgarije  | 1          |           |   |               |               |  |  |              |              |  |  |        |        |
|  | Bulgarije  | 1          |           |   |               |               |  |  |              |              |  |  |        |        |

### Ronde van 16
| Datum  | Tijd          |           | Score |           | Set 1 | Set 2 | Set 3 | Set 4 | Set 5 | Totaal  | Verslag |
| ------ | ------------- | --------- | ----- | --------- | ----- | ----- | ----- | ----- | ----- | ------- | ------- |
| 11 sep | 17:30 (UTC+2) | Rusland   | 3–1   | Oekraïne  | 22–25 | 25–16 | 25–22 | 25–22 |       | 97–85   | Report  |
| 11 sep | 20:30 (UTC+2) | Polen     | 3–0   | Finland   | 25–16 | 25–16 | 25–14 |       |       | 75–46   | Report  |
| 12 sep | 16:00 (UTC+2) | Italië    | 3–0   | Letland   | 25–14 | 25–13 | 25–16 |       |       | 75–43   | Report  |
| 12 sep | 17:30 (UTC+2) | Nederland | 3–2   | Portugal  | 22–25 | 25–22 | 26–24 | 20–25 | 15–13 | 108–109 | Report  |
| 12 sep | 19:00 (UTC+2) | Duitsland | 3–1   | Bulgarije | 25–14 | 18–25 | 25–19 | 25–22 |       | 93–80   | Report  |
| 12 sep | 20:30 (UTC+2) | Servië    | 3–2   | Turkije   | 25–18 | 22–25 | 22–25 | 25–23 | 15–12 | 109–103 | Report  |
| 13 sep | 16:00 (UTC+2) | Slovenië  | 3–1   | Kroatië   | 25–20 | 25–18 | 19–25 | 25–12 |       | 94–75   | Report  |
| 13 sep | 19:00 (UTC+2) | Frankrijk | 0–3   | Tsjechië  | 22–25 | 19–25 | 32–34 |       |       | 73–84   | Report  |

### Kwartfinales
| Datum  | Tijd          |           | Score |           | Set 1 | Set 2 | Set 3 | Set 4 | Set 5 | Totaal | Verslag |
| ------ | ------------- | --------- | ----- | --------- | ----- | ----- | ----- | ----- | ----- | ------ | ------- |
| 14 sep | 17:30 (UTC+2) | Nederland | 0–3   | Servië    | 23–25 | 20–25 | 25–27 |       |       | 68–77  | Report  |
| 14 sep | 20:30 (UTC+2) | Polen     | 3–0   | Rusland   | 25–14 | 26–24 | 25–19 |       |       | 76–57  | Report  |
| 15 sep | 16:00 (UTC+2) | Italië    | 3–0   | Duitsland | 25–13 | 25–18 | 25–19 |       |       | 75–50  | Report  |
| 15 sep | 19:00 (UTC+2) | Tsjechië  | 0–3   | Slovenië  | 21–25 | 19–25 | 25–27 |       |       | 65–77  | Report  |

### Halve finales
| Datum  | Tijd          |        | Score |          | Set 1 | Set 2 | Set 3 | Set 4 | Set 5 | Totaal  | Verslag |
| ------ | ------------- | ------ | ----- | -------- | ----- | ----- | ----- | ----- | ----- | ------- | ------- |
| 18 sep | 17:30 (UTC+2) | Polen  | 1–3   | Slovenië | 25–17 | 30–32 | 16–25 | 35–37 |       | 106–111 | Report  |
| 18 sep | 21:00 (UTC+2) | Servië | 1–3   | Italië   | 27–29 | 22–25 | 25–23 | 18–25 |       | 92–102  | Report  |

### Wedstrijd om de 3e plaats
| Datum  | Tijd |       | Score |        | Set 1 | Set 2 | Set 3 | Set 4 | Set 5 | Totaal | Verslag |
| ------ | ---- | ----- | ----- | ------ | ----- | ----- | ----- | ----- | ----- | ------ | ------- |
| 19 sep |      | Polen | 3–0   | Servië | 25–22 | 25–16 | 25–22 |       |       | 75–60  | Report  |

### Laatste
| Datum  | Tijd |          | Score |        | Set 1 | Set 2 | Set 3 | Set 4 | Set 5 | Totaal  | Verslag |
| ------ | ---- | -------- | ----- | ------ | ----- | ----- | ----- | ----- | ----- | ------- | ------- |
| 19 sep |      | Slovenië | 2–3   | Italië | 25–22 | 20–25 | 25–20 | 20–25 | 11–15 | 101–107 | Report  |